# Little Horsted
Little Horsted är en ort och civil parish i Storbritannien.   Den ligger i grevskapet East Sussex och riksdelen England, i den södra delen av landet, 60 km söder om huvudstaden London. Little Horsted ligger 45 meter över havet och antalet invånare är 168.
Terrängen runt Little Horsted är platt. Runt Little Horsted är det ganska tätbefolkat, med 172 invånare per kvadratkilometer. Närmaste större samhälle är Burgess Hill, 15,8 km väster om Little Horsted. Trakten runt Little Horsted består till största delen av jordbruksmark.